# Distretto di Gölova
Il distretto di Gölova (in turco Gölova ilçesi) è uno dei distretti della provincia di Sivas, in Turchia.